# American Family Physician
American Family Physician, abbreviato come AFP, è una rivista medica indipendente, basata su prove di efficacia e sottoposta a revisione paritaria. Essa è pubblicata dall'American Academy of Family Physicians (Accademia americana dei medici di famiglia) di cui è la riivsta ufficiale. Pubblicata ininterrottamente dal 1950, ogni numero contiene articoli di revisione clinica concisi e di facile lettura per medici e altri professionisti sanitari.
La rivista è pubblicata mensilmente in formato cartaceo, online e accessibile via app. Al 2020, era inviata per posta a un pubblico di oltre 180.000 medici di medicina generale e altri medici di base e operatori sanitari e consultata online da oltre 2,5 milioni di visitatori unici al mese.
Il predecessore di American Family Physician era la rivista GP, acronimo di General Practitioner (medico di medicina generale). GP fu pubblicata per la prima volta nel 1950 dall'American Academy of General Practice, l'organizzazione che ha preceduto l'American Academy of Family Physicians.